# Nado sincronizado no Campeonato Mundial de Esportes Aquáticos de 2015 - Rotina livre dueto misto
A rotina livre dueto misto do nado sincronizado no Campeonato Mundial de Esportes Aquáticos de 2015 foi realizada entre os dias  28 de julho e 30 de julho em Cazã na Rússia. 

## Calendário
| Fase          | Data        |
| ------------- | ----------- |
| Eliminatórias | 28 de julho |
| Final         | 30 de julho |

## Medalhistas
| Ouro                                         | Prata                                    | Bronze                                           |
| Rússia · Aleksandr Maltsev · Darina Valitova | Estados Unidos · Kristina Lum · Bill May | Itália · Giorgio Minisini · Mariangela Perrupato |

## Resultados
| Pos.              | Nacionalidade  | Nadadores                             | Eliminatória | Eliminatória | Final   | Final |
| Pos.              | Nacionalidade  | Nadadores                             | Pontos       | Pos.         | Pontos  | Pos.  |
| ----------------- | -------------- | ------------------------------------- | ------------ | ------------ | ------- | ----- |
| Medalha de ouro   | Rússia         | Aleksandr Maltsev Darina Valitova     | 89.3667      | 2            | 91.7333 | 1     |
| Medalha de prata  | Estados Unidos | Kristina Lum Bill May                 | 90.5000      | 1            | 91.4667 | 2     |
| Medalha de bronze | Itália         | Giorgio Minisini Mariangela Perrupato | 87.9667      | 4            | 89.3333 | 3     |
| 4                 | França         | Benoît Beaufils Virginie Dedieu       | 88.5333      | 3            | 88.5333 | 4     |
| 5                 | Espanha        | Gemma Mengual Pau Ribes               | 86.9000      | 5            | 86.8000 | 5     |
| 6                 | Ucrânia        | Kateryna Reznik Anton Timofeyev       | 85.5667      | 6            | 85.1333 | 6     |
| 7                 | Japão          | Atsushi Abe Yumi Adachi               | 84.9667      | 7            | 84.9000 | 7     |
| 8                 | Canadá         | Stéphanie Leclair René Prévost        | 82.3333      | 8            | 82.5333 | 8     |
| 9                 | Turquia        | Gökçe Akgün Yağmur Demircan           | 76.5333      | 9            | 76.3667 | 9     |
| 10                | Chéquia        | Ondřej Cibulka Sabina Holubová        | 73.7000      | 10           | 71.5667 | 10    |